# 綠十字毒氣

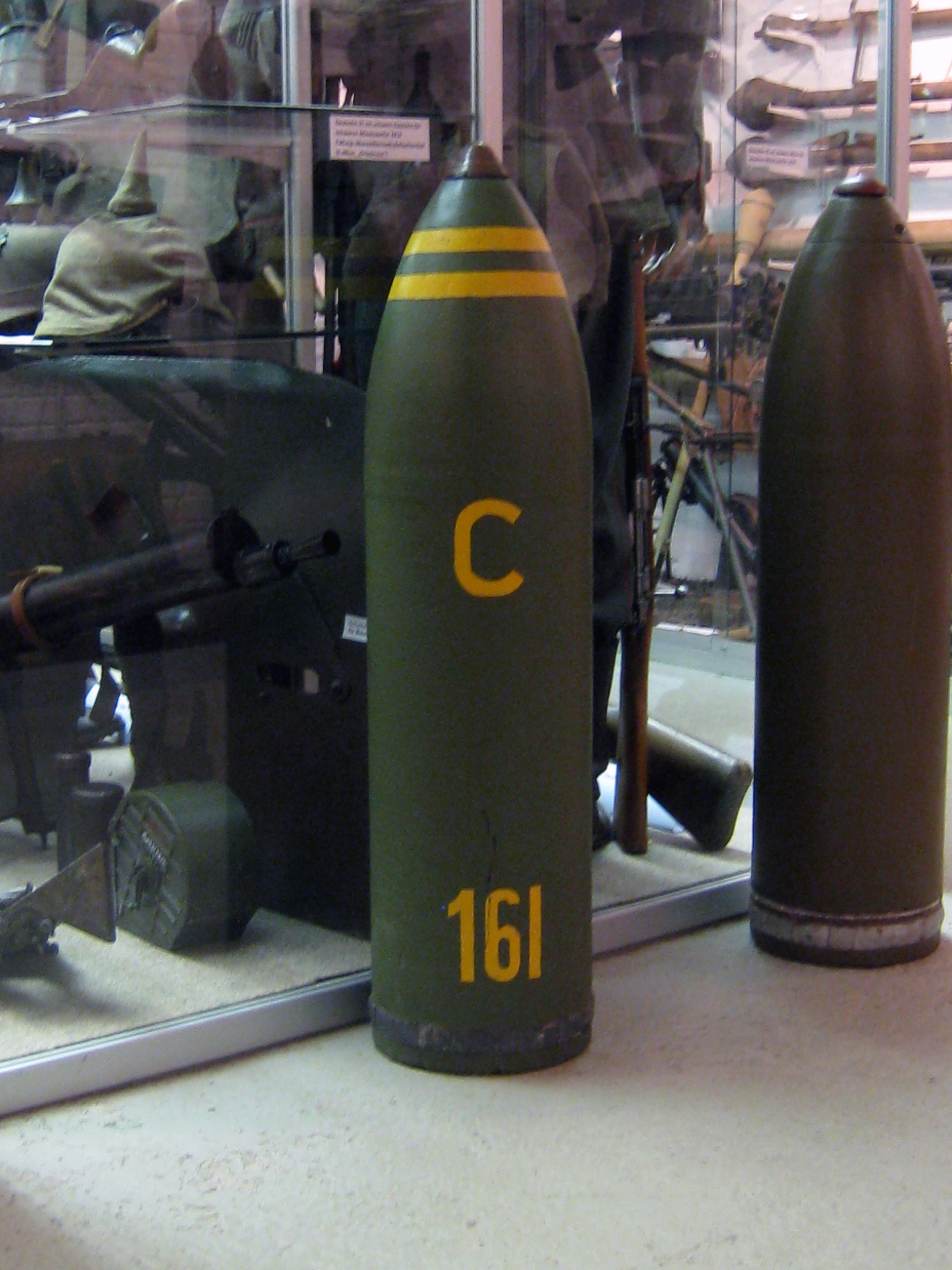
綠十字毒氣彈的彈殼

綠十字毒氣（德語：Grünkreuz）是在第一次世界大戰時使用的化學武器，屬於窒息性毒劑，是由三氯硝基甲烷，光氣或/和雙光氣的混合物。
在第一次世界大戰中，綠十字毒氣也是德意志帝國军队用來標示砲彈中窒息性毒劑（主要影響肺部）的通甪符號。在手榴彈引信的末端會標示綠色，在彈殼的底下也會標示綠十字。
其他綠十字毒氣的混合物也是以光氣或/和雙光氣為基礎。
綠十字毒氣的首次使用是在1915年5月31日德國進攻比利時伊珀爾時出現，當時是用氯氣和光氣混合，比例分別為95%和5%。之後，就使用更有效果的純光氣。